# Menhir von Steudten
Der Menhir von Steudten ist ein vorgeschichtlicher Menhir bei Steudten, einem Ortsteil von Stauchitz im Landkreis Meißen, Sachsen.

## Lage
Der Menhir befindet sich südlich von Steudten und ist über die Straße Zum Huthübel und einen von dieser abzweigenden Feldweg zu erreichen. Er steht auf der Spitze eines künstlichen Hügels namens Huthübel und damit auf der höchsten Stelle in weitem Umkreis. Ob es sich beim Huthübel um einen vorgeschichtlichen Grabhügel handelt, kann nicht gesagt werden, da er bislang nicht archäologisch untersucht wurde. Hügel und Menhir stehen genau auf der ehemaligen Grenze zwischen Steudten und der Wüstung Batera. Der Name Huthübel deutet darauf hin, dass der Ort im Mittelalter als Gerichtsstätte diente bzw. im 10. Jahrhundert als Burg.

## Beschreibung
Der Menhir besteht aus Quarzporphyr. Er ist unregelmäßig geformt und läuft nach oben spitz zu. Er hat eine Höhe von 185 cm, eine Breite von 75 cm und eine Tiefe von 59 cm. Horst Kirchner meinte, unterhalb der Spitze ein 7–8 cm großes Zeichen erkennen zu können, was aber weder von Waldtraut Schrickel noch von späteren Autoren bestätigt werden konnte.

## Der Menhir in regionalen Sagen
Nach einer Sage soll der deutsche König Heinrich I. vom Huthübel aus die Belagerung von Gana, der Hauptburg der slawischen Daleminzier, 928/29 geleitet haben.